# 백설공주 (드라마)
《백설공주》는 2004년 3월 15일부터 2004년 5월 4일까지 방영된 한국방송공사 월화 드라마이다.

## 기획 의도
촉망받던 투포환 선수 마영희가 바람둥이 한진우를 좋아하게 되면서 일어나는 일들을 그린 드라마

## 등장 인물
- 김정화 : 마영희 역
- 이완 : 한선우 역
- 연정훈 : 한진우 역
- 오승현 : 장희원 역
- 조윤희 : 스기하라 미나꼬 역
- 이영하
- 정정아 : 영희 친구 역
- 심형탁 : 빵집 사장 (주사장) 역
- 홍소희
- 현영
- 서남용
- 이켠
- 김민진
- 김선은
- 신준영
- 최은석

## 참고 사항
- 조윤희가 맡았던 스기하라 미나꼬 역은 당초 한예슬이 낙점됐으나 비자 문제 때문에 출연을 포기했다.[1]